# Чуркин, Александр Дмитриевич
Александр Дмитриевич Чу́ркин (19 апреля [2 мая] 1903, деревня Пирогово, Богдановская волость, Каргопольский уезд, Олонецкая губерния, Российская империя — 9 сентября 1971, Ленинград, СССР) — русский советский поэт, редактор.

## Биография
Родился 19 апреля (2 мая) 1903 года в деревне Пирогово Богдановской волости Каргопольского уезда Олонецкой губернии (ныне Федовское сельское поселение Плесецкого района Архангельской области) в бедной крестьянской семье. Окончил Усть-Мошское двухклассное училище.
В 1918 году он добровольно вступил в РККА, участвовал в боях под станциями Емца и Обозерская, затем под Большим Токмаком, Пятихатками, Никополем.
В 1920 году окончил артиллерийскую школу младшего комсостава и там же служил помкомвзвода. В 1922 году был направлен в Одесскую артиллерийскую школу береговой обороны, где стал писать стихи для стенгазеты. Первое стихотворение было напечатано в газете «Одесские известия». Затем стал печататься в журналах «Красноармеец» и «Резец».
Служил в Кронштадте на фортах командиром взвода. После демобилизации в 1927 году работал в редакции журнала «Резец». В 1931 году вышла первая книга стихов «Выход весны». В дальнейшем целиком посвятил себя песенному творчеству.
В годы Великой Отечественной войны работал в творческой группе поэтов и композиторов при ПУ КБФ. В августе 1941 года вместе с В. П. Соловьёвым-Седым написал одну из самых популярных песен — «Вечер на рейде».
12 февраля 1942 года тяжело больного поэта вывезли по «Дороге жизни» из осаждённого Ленинграда в Архангельск. Здесь он после выздоровления работал литературным секретарём окружной военной газеты «Патриот Родины», публиковал свои стихи в газете «Правда Севера» и альманахе «Север».
В 1944 году вернулся в Ленинград. Жил на улице Фурманова.
Член ВКП(б) с 1949 года.
Умер 9 сентября 1971 года в Ленинграде.

## Творчество
Композитор В. Л. Витлин
- Крейсер «Киров» (1941)

Композитор Б. Г. Гольц
- «Клятва» (1942)
- «Песня третьего гвардейского полка» (1942)
- «Светит в небе звёздочка высоко» (1942)

Композитор И. И. Дзержинский
- цикл «Новое село»
- «Казачья песня»
- «Парень кудрявый»

Композитор И. О. Дунаевский
- «Краснофлотский марш»
- «Марш физкультурников»

Композитор Ю. М. Зарицкий
- «Весенняя песня»

Композитор Г. Н. Носов
- «Весенним вечером»
- «Далеко-далеко»
- «Песня народного гнева» (1941)
- «Плясовая»
- «Я иду при зореньке»
- «Песня о Ленинграде»
- «Славься, отчизна»
- «У рябины»

Композитор Д. А. Прицкер
- «Марш молодых патриотов» (1941)
- «Песня девушки» (1938)

Композитор В. П. Соловьёв-Седой
- «А молчать не надо» (из к/ф «Душа зовёт», 1962)
- «Белорусская партизанская» (1939)
- «Вечер на рейде»
- «Встреча Будённого с казаками»
- «Солдатская дружба»
- «Гвардейская походная»
- «Василёк»
- «Спит дороженька»
- «Казачья кавалерийская» (1939)
- «Мой конь буланый»
- «Вечерняя песня» («Слушай, Ленинград!»)

Композитор Л. А. Ходжа-Эйнатов
- «Наши девушки» (1941)

Композитор М. А. Юдин
- «Песня матери»

## Награды
- орден «Знак Почёта» (1963)
- медали